# Voiture de sport

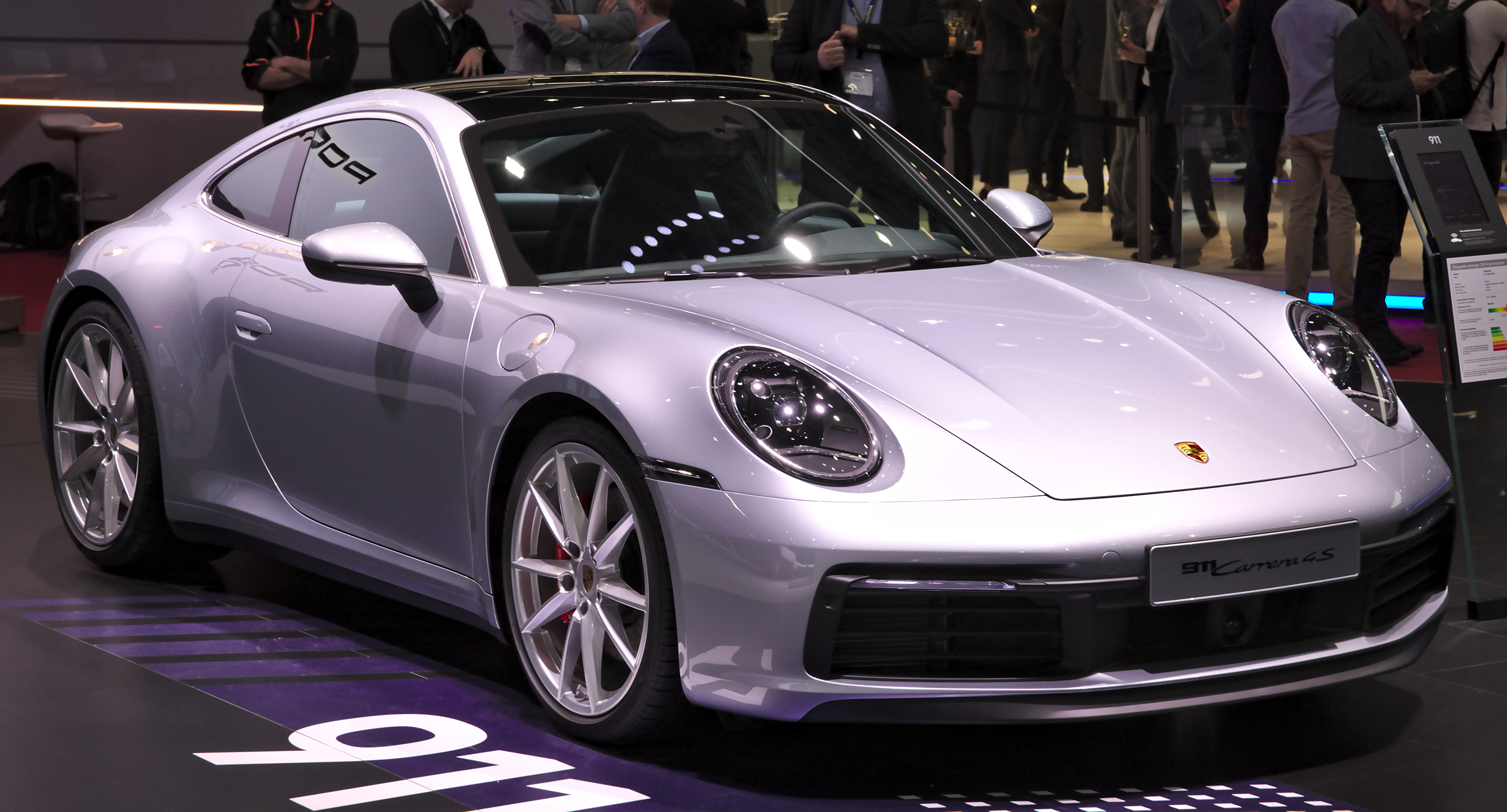
Porsche 911.

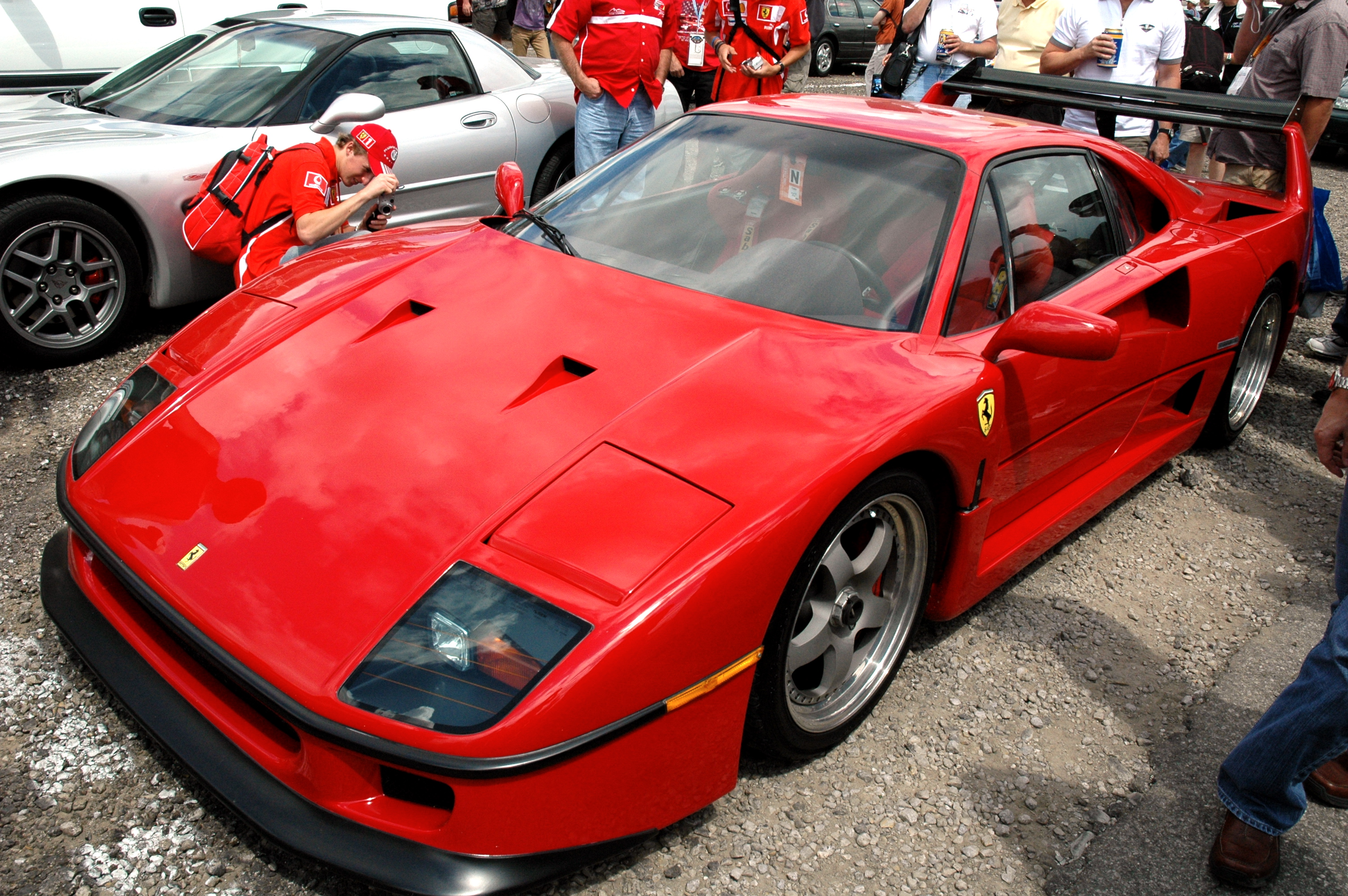
Ferrari F40.

Une voiture de sport peut être définie comme une automobile dont le cahier des charges a pour but premier de maximiser l'efficacité dynamique en valorisant les sensations et les performances, et place ainsi au second plan la capacité d'emport, le prix, le confort, et l'empreinte environnementale. La recherche de l'aérodynamisme et du rapport masse/puissance les plus favorables ainsi qu'un design élaboré sont des éléments fondamentaux de leur conception.
Certaines de ces voitures sont modifiées pour les courses de voitures de sport, ou conçues exclusivement pour cet usage comme les sport-prototypes. Elles se sont exprimées notamment dans le championnat du monde des voitures de sport de 1953 à 1992.
Leur rareté et leurs caractéristiques en font des éléments de collection. La majorité de ces véhicules ont une configuration deux-places.

## Constructeurs

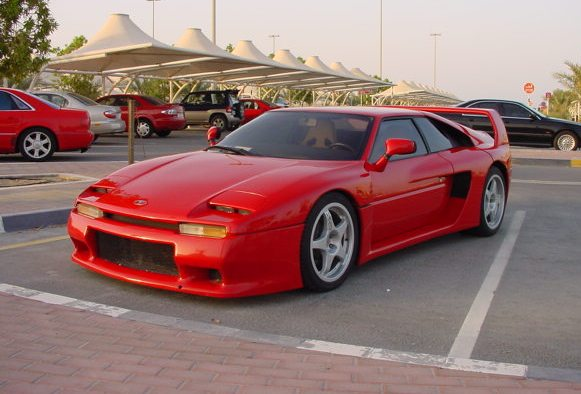
Venturi 400 GT.

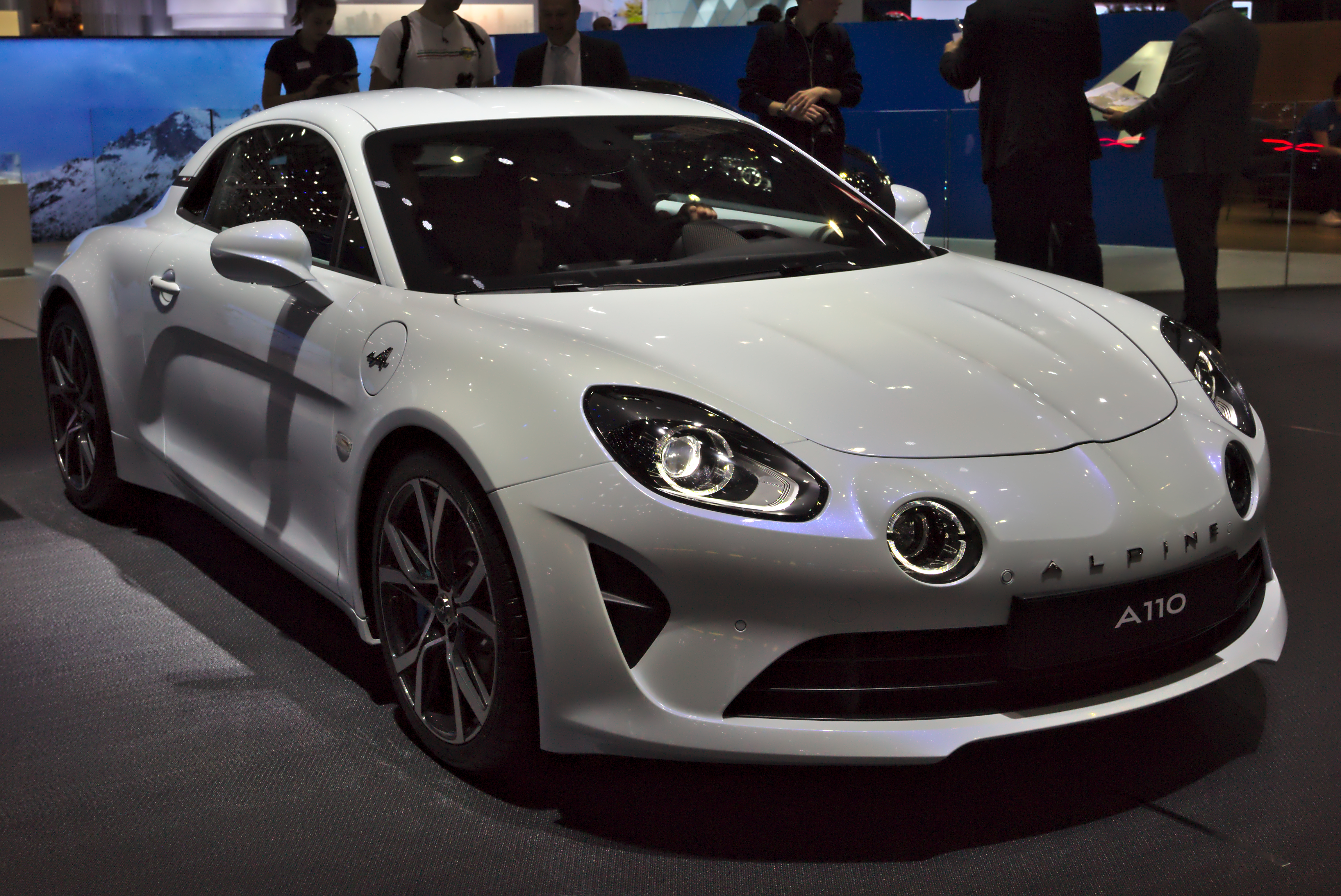
Alpine A110 (2017).

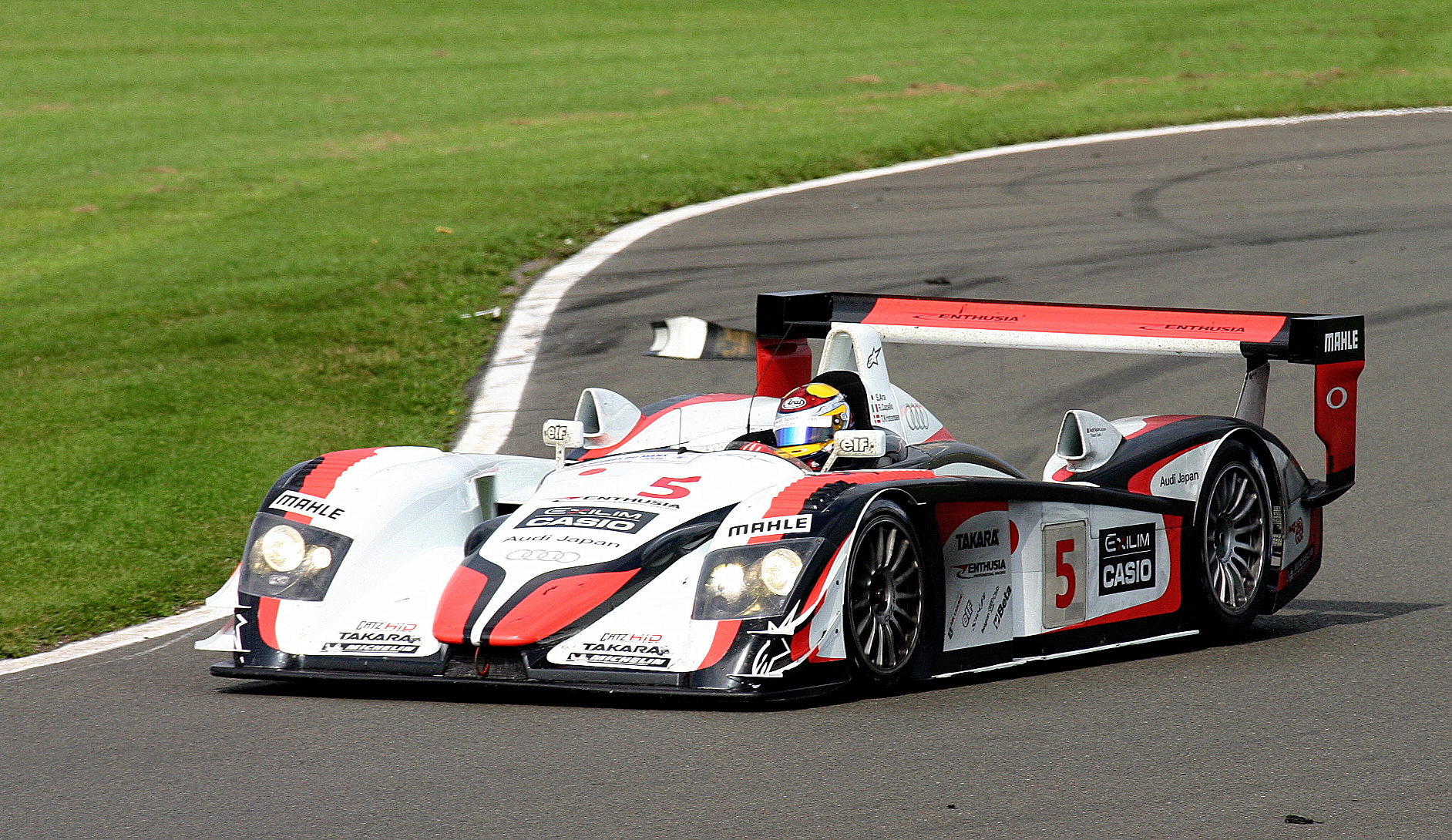
Audi R18, sport-prototype.

De nombreux constructeurs, plus ou moins connus, produisent des voitures de sport :
- Alfa Romeo
- Acura
- Alpine
- Aspark
- Audi
- Aston Martin
- BMW
- Bugatti
- Chevrolet
- Ferrari
- Ford
- Hennessey
- Honda
- Jaguar
- Koenigsegg
- Lancia
- Lamborghini
- Lotus Cars
- McLaren
- Maserati
- Mercedes-Benz
- Nio
- Nissan
- Pagani
- Porsche
- TVR
- Zenvo

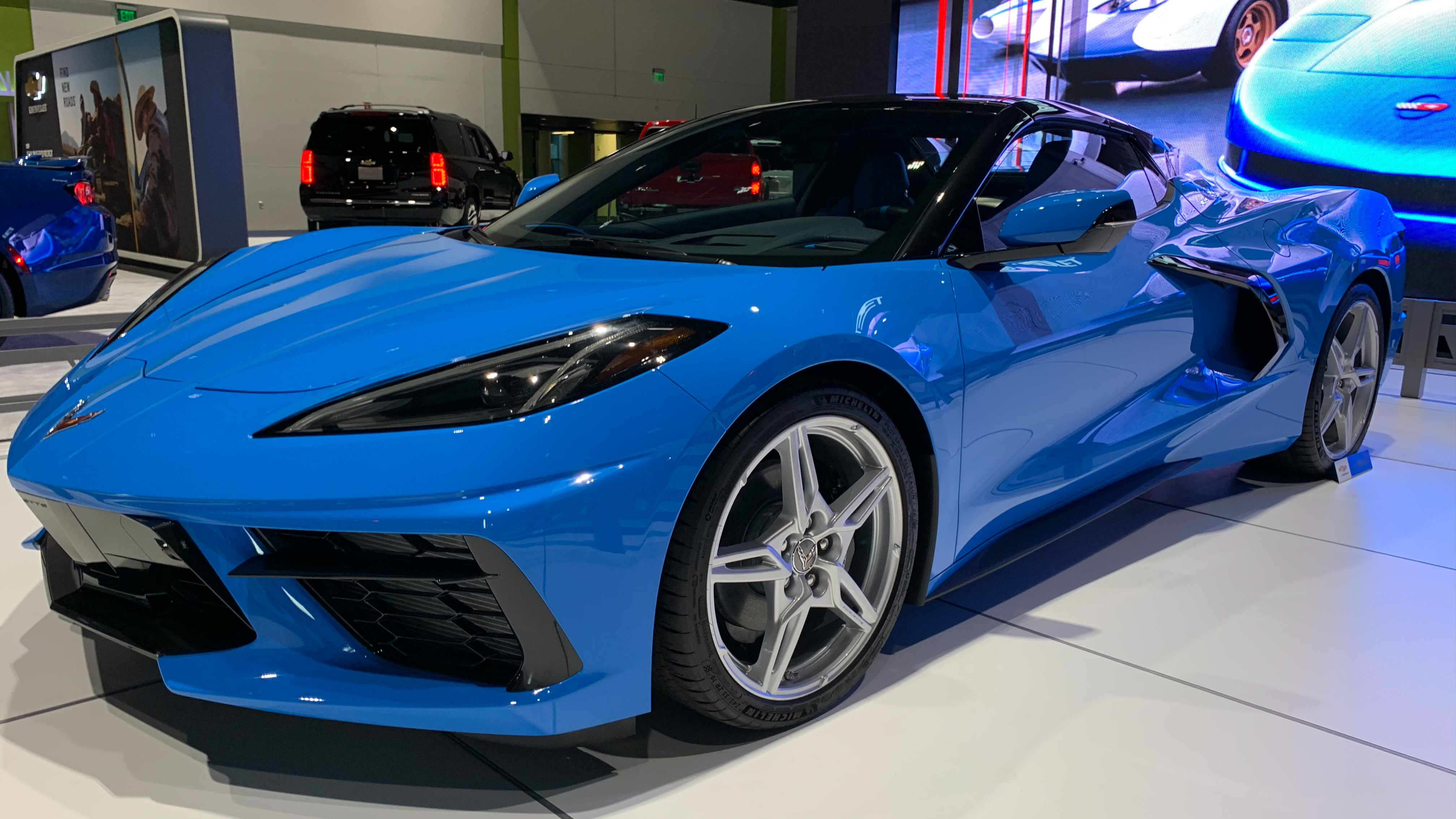
Chevrolet Corvette C8.

Certains constructeurs généralistes proposent également des voitures de sport, comme Audi avec sa R8, Chevrolet avec la Corvette, Nissan avec la GT-R, Honda avec la NSX ou encore Lexus avec la LFA. À cela on peut ajouter des préparateurs automobiles qui optimisent, souvent dans le but d'améliorer les performances, des véhicules issus de la grande production. Des entreprises de préparation indépendantes travaillent aussi à la transformation de véhicules de tourisme en voitures plus sportives.
Des constructeurs de voitures de sport sont entrés dans la légende grâce à leurs victoires sur circuits et/ou grâce à des modèles ayant créé un véritable engouement auprès du public. Au début du XXIe siècle, le mythe perdure grâce, notamment, aux Lamborghini Murciélago, Koenigsegg CCX et autres Ferrari Enzo.

## Voitures de collection

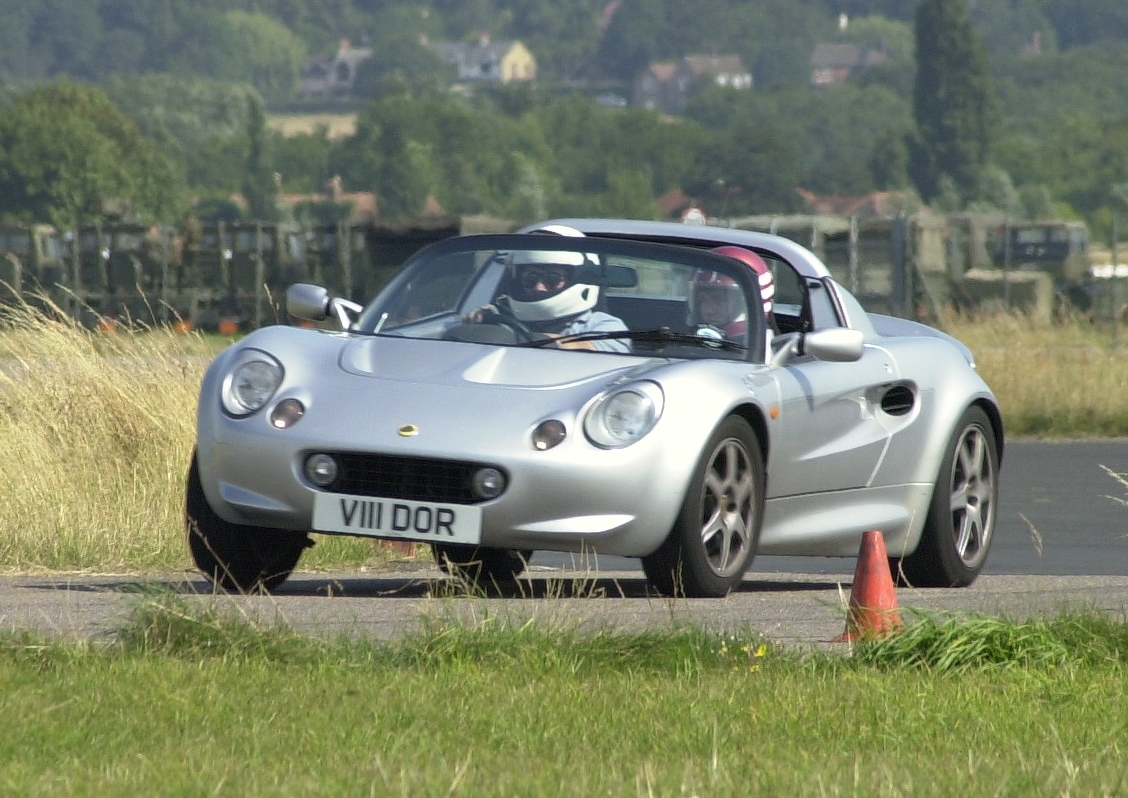
Lotus Elise.

Il existe un marché de la voiture de sport de collection. On y trouve différents secteurs d'activité comme la restauration automobile, la conservation et la revente, souvent par le biais d'enchères pour les modèles les plus recherchés. Des maisons de ventes aux enchères comme Sotheby's aux États-Unis, Bonhams à Londres ou Artcurial à Paris ont des départements spécialisés dans ce type de transaction.

## Disparition des voitures de sport abordables
Sous l'effet conjugué d'une réglementation plus stricte et d'une fiscalité plus élevée, le marché européen de la voiture sportive s'amenuise. En France, par exemple, coupés et cabriolets ne représentent qu'un pour cent du marché en 2019 soit 22 000 véhicules avec un kilométrage annuel bien inférieur à celui des berlines ou SUV.
La France est particulièrement concernée par ce phénomène avec un malus CO2 qui pourra atteindre 40 000 euros en 2021 puis 50 000 en 2022. Par exemple, le prix d'une Ford Mustang GT doublera et celui d'une Porsche 718 Boxster augmentera d'au moins un tiers.
Les sportives électriques, malgré leur ambition de s'immiscer dans le monde des sportives, risqueraient de ne pas attirer les mêmes clients que les sportives à moteur thermique du fait de leur masse à vide supérieure, du plaisir relatif qu'elles procurent et de leur prix plus élevé à l'achat.
Bien que certains constructeurs y parviennent avec des productions telles que la Tesla Roadster, la Rimac Nevera ou la Porsche Taycan turbo S. Les constructeurs se tournent essentiellement vers les motorisations hybrides (électricité/essence) comme avec la Ferrari SF90 ou l’Aston Martin Valhalla.